# Desertochlorops stackelbergi
Desertochlorops stackelbergi är en tvåvingeart som beskrevs av Nartshuk 1968. Desertochlorops stackelbergi ingår i släktet Desertochlorops och familjen fritflugor. Inga underarter finns listade i Catalogue of Life.